# 854 v.Chr.
Het jaar 854 v.Chr. is een jaartal in de 9e eeuw v.Chr. volgens de christelijke jaartelling.

## Gebeurtenissen

### Mesopotamië
- Begin van de regeerperiode van Marduk-zakir-shumi Ier, koning van Babylon (einde van de periode: 819 v.Chr.).
- Koning Salmanasser III van Assyrië moet strijden tegen een coalitie van koning Sam'al en de stad Karkemish, om Cilicië in zijn bezit te krijgen.